# RSA Insurance Group
RSA Insurance Group, tidigare Royal & SunAlliance, är en brittisk försäkringskoncern. Den bildades genom att Royal Insurance och Sun Alliance gick ihop 1996, och sedan förvärvade AMEV 1997. Genom det danska dotterbolaget Codan förvärvade man 1999 den tidigare sakförsäkringsrörelsen inom Trygg-Hansa, från SEB. Förutom i Storbritannien har man omfattande verksamhet i bland annat Kanada och Skandinavien.
Företaget bytte 2008 till RSA. Dels för att förenkla kommunikationen med kunder, då de flesta redan refererat till företaget som "RSA" och för att ordet Royal hade en dålig klang på vissa av företagets internationella marknader.